# Philodendron pinnatifidum
Philodendron pinnatifidum es una especie de arbusto perenne del género Philodendron de la  familia de las aráceas. Es originaria de Sudamérica.

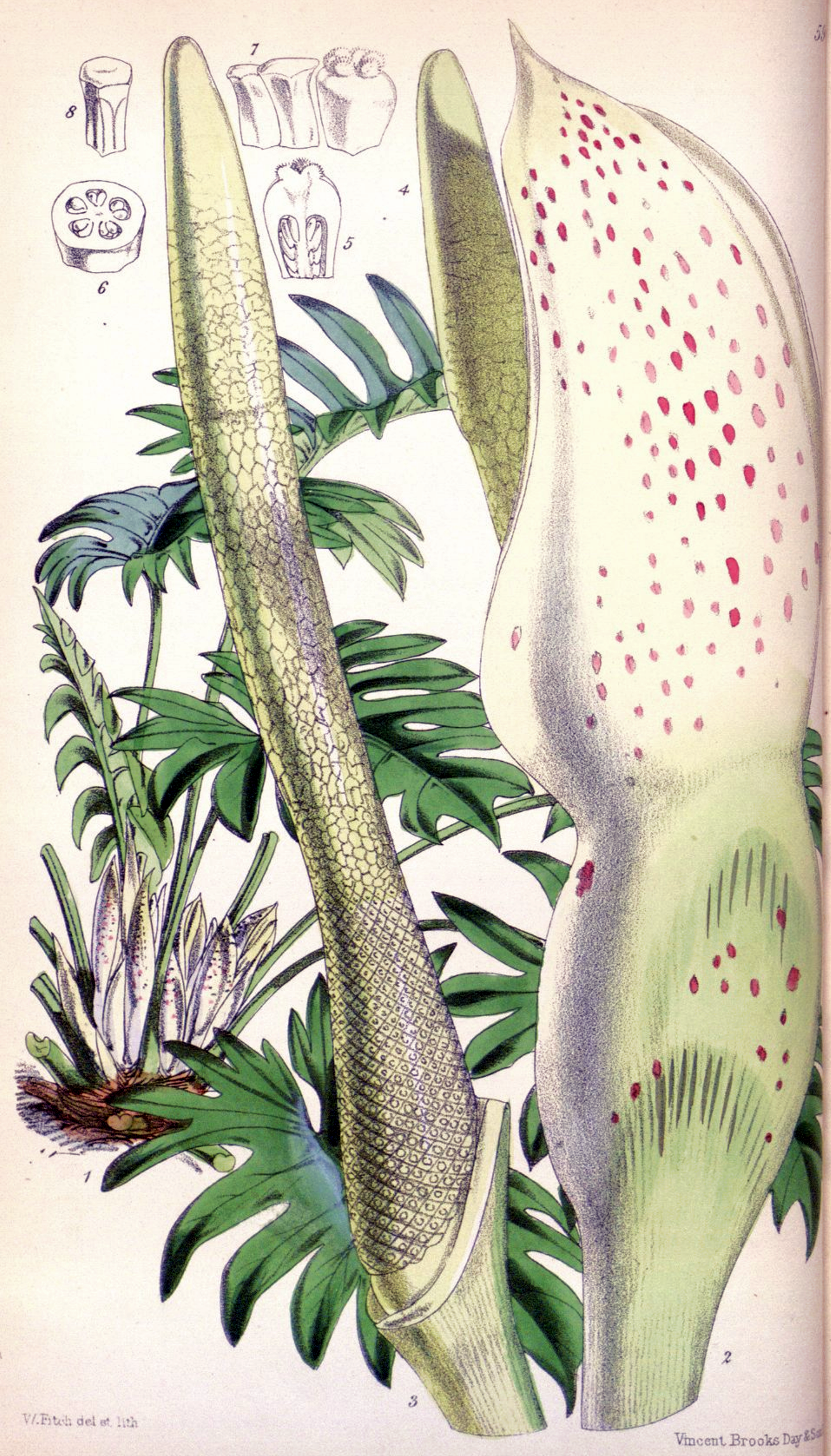
Ilustración

## Taxonomía
Philodendron pinnatifidum fue descrito por Schott ex Endl. y publicado en Genera Plantarum 1(3): 237. 1837.
Etimología
Ver: Philodendron
pinnatifidum: epíteto latíno que significa "pinnada".< 
Sinonimia
- Arum pinnatifidum Vell.
- Philodendron pygmaeum Chodat & Vischer
- Philodendron selloum K.Koch
- Sphincterostigma bipinnatifidum Schott[3]